# Williams Street
 Denne artikel omhandler det amerikanske animationsstudie. For pladeselskabet, se Williams Street Records.
 Ikke at forveksle med William Street.
33°47′02″N 84°23′26″V / 33.784°N 84.3905°V
Williams Street Productions, LLC, forkortet Williams Street, nogle gange kaldet Cartoon Network Williams Street Studios og tidligere Ghost Planet Industries, er Cartoon Networks animations- og realfilmproduktionstudie, ejet af Warner Bros. Entertainment. Studiet producerer in-house-film til Adult Swim. Keith Crofford leder de daglige aktiviteter i studiets bygning, hvor Cartoon Networks kontorer også ligger. Mike Lazzo drev de daglige aktiviteter i studiet sammen med Crofford frem til 2019 da Lazzo forlod virksomheden.